# 松永ちさと
松永ちさと（まつながちさと 、1988年4月24日 - ）は、日本のファッションモデル。千葉県出身。Gunn's所属。

## 来歴
2009年からモデル活動を開始。バイク雑誌『Girls biker』のカバーモデルとなり、ファッションサイト、カタログに多数出演。4年間の活動を経て、2013年AW『神戸コレクション』『東京ランウェイ』ではランウェイモデルとして出演のほか、CM、広告などで活動。

## 出演

### CM
- 濵田酒造 海童 瞳の中の海童篇 (2018年6月26日 -)[2]
- エース プロテカ マジックストップ 止まる旅、止まらない旅篇 (2019年3月 -)[3]
- さとの雪食品 感豆富 大豆のプリン (2019年3月7日 -)[4]

### MV
- ［Alexandros］ -「Dracula La」（2015年）